# Мотэги, Тосимицу
Тосимицу Мотэги (яп. 茂木敏充 Мотэги Тосимицу, род. 7 октября 1955, Асикага) — японский политический и государственный деятель. Генеральный секретарь Либерально-демократической партии Японии с 2021 года. Министр иностранных дел Японии с 11 сентября 2019 по 4 ноября 2021 года.

## Биография
Родился в городе Асикага префектуры Тотиги, окончил Токийский университет, затем получил степень магистра в Гарвардском институте государственного управления им. Джона Ф. Кеннеди. Работал в торговой компании Marubeni, в качестве политического репортера газеты «Ёмиури симбун» и в консалтинговой компании McKinsey & Company.
Мотэги был избран в Палату представителей в первый раз в 1993 году от партии Новой партии Японии. В ЛДП перешёл в 1995 году. В настоящее время переизбран в парламент в 5-й раз.
Занимал различные должности в Кабинете министров, том числе должности заместителя министра иностранных дел и государственного министра по делам Окинавы и северных территорий, а также научно-технической политики.
В кабинете Ясуо Фукуды был государственным министром финансовых услуг и административных реформ.
26 декабря 2012 года вошёл в состав второго кабинета Синдзо Абэ в качестве министра экономики, торговли и промышленности. Занимал должности до 2 сентября 2014 года.
С 11 сентября 2019 года по 4 ноября 2021 года — министр иностранных дел Японии.
Хобби — спорт, путешествия и чтение.